# Gerhard Fieseler

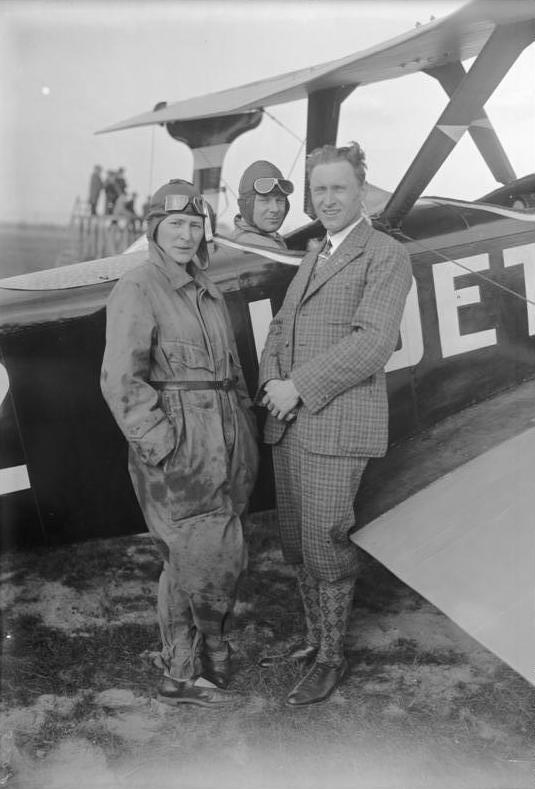
Němečtí akrobaté (zleva): Marga von Etzdorf, Ernst Udet a Gerhard Fieseler (Berlín 1928)

Gerhard Fieseler (15. dubna 1896 – 1. září 1987) byl německý stíhací pilot, letecké eso v první světové válce, první mistr světa v letecké akrobacii, konstruktér a výrobce letadel.

## Život
Fieseler se narodil ve městě Glesch (dnes část města Bergheim) v Severním Porýní-Vestfálsku jako syn tiskaře Augusta Fieselera a Kathariny Fieselerové z Koblenze. Od svých šesti let pomáhal v otcově tiskárně v Bonnu. V mládí se díky svému zájmu o techniku věnoval stavbě modelů letadel.

### Stíhací pilot
Na začátku první světové války vstoupil dobrovolně k Fliegerabteilung v Berlíně-Johannisthalu. Díky nedostatku pilotů a tehdejšímu nařízení se zařadil do výcviku létání. Při nehodě, která se stala při výcviku se těžce zranil a z nemocnice byl propuštěn až v únoru 1916, poté působil jako pozorovací pilot. V říjnu 1916 byl Fieseler přidělen k Fliegerabteilung 243 a později převelen k Fliegerabteilung 43. Následovalo přeškolení na jednomístné letouny a v květnu 1917 přesun na makedonskou frontu k Jastě 25. Zde dosáhl Gerhard Fieseler 20. srpna 1917 svého prvního vítězství ve vzdušném souboji. Jižně od obce Prilip sestřelil nepřátelský Nieuport 17; do konce války přidal ještě 18 dalších vítězství. Byl vyznamenán Zlatým záslužným křížem a Železným křížem 1914 druhé a první třídy.

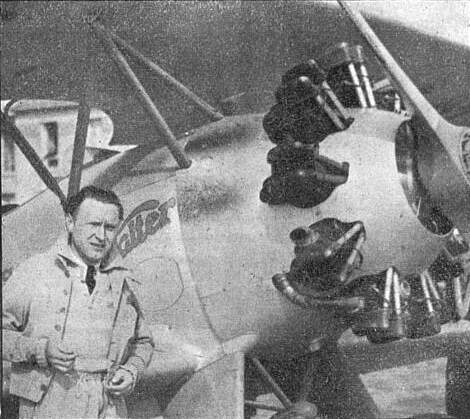
Gerhard Fieseler, akrobatický mistr světa 1934 se svým Tigrem osazeným motorem Walter Pollux II

### Akrobacie
Po skončení války nastoupil opět do tiskárny, ale toužil po tom vrátit se k létání. Kvůli podmínkám z Versailles však nebylo letectvo ve Výmarské republice povoleno až do roku 1922. Fieseler v roce 1926 tiskárnu v Eschweileru zavřel a pracoval jako instruktor létání pro společnost Raab-Katzenstein v Kasselu. Zde se zdokonaloval v létání a jako mnoho válečných pilotů se věnoval i akrobacii. V roce 1927 předváděl v Curychu v té době odvážné kousky a začal se věnovat i prvkům vyšší akrobacie; předváděl jako jeden z prvních tři obrácené přemety za sebou. O rok později navrhl svůj první akrobatický letoun – Fieseler F1, vyrobený firmou Raab-Katzenstein. Koncem 20. let se podílel na vývoji a návrhu letounu Raab-Katzenstein RK-26 Tigerschwalbe, který byl nabídnut a poté odprodán švédské společnosti AB Svenska Järnvägverkstaderna (ASJA). Ta počátkem 30. let vyrobila 25 kusů letounů ASJA SK 10 pro švédské letectvo.
V roce 1930 však společnost Raab-Katzenstein zkrachovala a Fieseler se rozhodl postavit „na vlastní nohy“. Začal s penězi ušetřenými za akrobatická vystoupení. Koupil společnost Segelflugzeugbau Kassel vyrábějící kluzáky a 1. dubna 1930 ji přejmenoval ji na Fieseler Flugzeugbau (od roku 1939 Gerhard-Fieseler-Werke GmbH). Ačkoliv ještě nějakou dobu pokračoval ve výrobě větroňů, od roku 1932 se začal věnovat výrobě sportovních letounů podle vlastních návrhů. S jedním z nich, dvouplošníkem Fieseler Fi 2 „Tiger“, se od roku 1932 začal zúčastňovat leteckých, akrobatických soutěží. První sportovní soutěže absolvoval Fieseler v létě 1932 ve francouzském Saint-Germain-en-Laye a švýcarském Curychu. Nesoutěžní mezinárodní mítink v Saint-Germain-en-Laye se konal 5. června 1932 a uspořádala jej společnost Air Propaganda Society of Paris. Britský Flight výkon Fieselera popsal jako "senzační létání s jeho novým dvoumístným dvojplošníkem Tiger F.2“. Letecký mítink v Curychu, který se konal od 22. července do 31. července a byl uspořádán aeroklubem Aero Club of Switzerland, byl částečně národní a částečně mezinárodního charakteru. V soutěži "civilní akrobacie" se zúčastnilo šest letounů. Nejvyšší počet bodů (99 b.) zaznamenal Gerhard Fieseler na svém F2 "Tiger" (360 HP Walter Pollux). Druhým skončil Dr. Gullman na Raab-Katzenstein "Tigerschwalbe" (240 HP Walter Castor) s 87 body a třetí byl Gerd Achgelis na Focke-Wulf "Kiebitz". První start = první vítězství. 
V roce 1934 zúčastnil prvního Mistrovství světa v letecké akrobacii (Coupe Mondiale d'Arcobatie Aerienne) ve francouzském Vincennes u Paříže, které se konalo 9.–10. června 1934. Fieseler se se svým letadlem sebejistě prosadil i proti svému francouzskému konkurentovi (Michel Detroyat). Zvítězil o 23 bodů (645,2 b. proti druhému s 622,9 b.) a znamenalo to vyvrcholení jeho velké letecké kariéry. Ani českoslovenští piloti se na tomto mistrovství světa v letecké akrobacii rozhodně neztratili. Pilot šrtm. František Novák s novým akrobatickým speciálem Avia B-122 (OK-AVE) obsadil nečekaně výborné 4. místo a škpt. Ján Ambruš na stroji téže značky s imatrikulací OK-AVI obsadil 8. místo. Fieseler se stal prvním mistrem světa v letecké akrobacii a domů si přivezl prémii 100 000 francouzských franků, které investoval do rozvoje své firmy Fieseler Flugzeubau. Po mistrovství, na kterém bohužel zahynuli i dva z jeho soupeřů, však akrobacie nadobro zanechal.

### Průmyslník

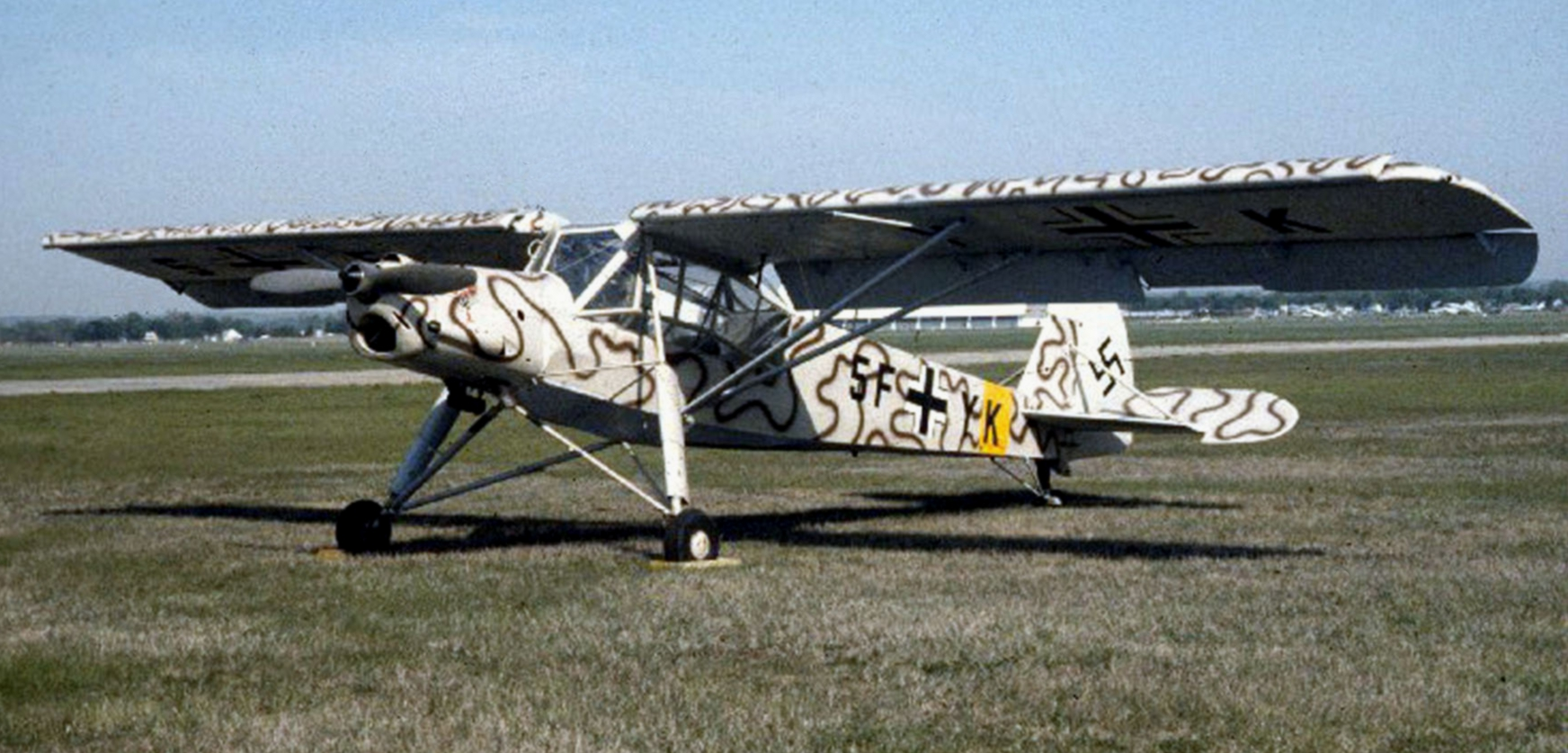
Fiesler Fi 156 Storch

Nejen díky členství v NSDAP získal v roce 1935 Fieseler kontrakt na stavbu licenčních letadel pro znovu budovanou Luftwaffe. Skutečný úspěch následoval o rok později, když zvítězil v soutěži vypsané Technickým oddělením o návrh pozorovacího a spojovacího letounu s krátkým startem i přistáním. Tento nový letoun měl používat řadový motor Argus As 10 o výkonu 240 koní. Ten se zakrátko začal vyrábět jako Fieseler Fi 156 Storch; do konce války jich bylo celkem vyrobeno 2 549. Od dubna 1939 do roku 1947 Fieseler přejmenoval svůj podnik na Gerhard Fieseler Werke GmbH.
Dalšími známými typy letadel, které se vyráběly u firmy Fieseler i jiných v licenci byly:
- Messerschmitt Bf 109 typ T
- Focke-Wulf Fw 190
- Fieseler F 5, sportovní a cvičný letoun
- Fieseler Fi 98, stíhací dvouplošník
- Fieseler Fi 167, pozorovací a nosič torpéd
- Fieseler Fi 103, známá jako V1 Vergeltungswaffe, neřízená střela s plochou dráhou letu, mimo firmy Fieseler (která ji vyvinula) vyráběná 50 dalšími společnostmi

Gerhard Fieseler byl 29. května 1944 sesazen z funkce ředitele společnosti G. Fieseler Werke, důvodem bylo nedosažení produkce podle plánu Luftwaffe. V té době měla společnost více než 10 000 pracovníků, mimoto i několik tisíc nuceně nasazených nizozemských dělníků ve třech továrnách v Kasselu.
Po druhé světové válce byl Fieseler nějakou dobu v zajišťovací vazbě v USA. Po propuštění znovu zprovoznil část své firmy a vyráběl součástky pro automobilový průmysl. Gerhard Fieseler zemřel v Kasselu ve věku 91 let. Je po něm pojmenována akrobatická figura, vydal i autobiografii Meine Bahn am Himmel.